# Южноафриканский кролик
Южноафриканский кролик (лат. Pronolagus crassicaudatus) — один из представителей африканского рода Pronolagus семейства Leporidae. Ареал этого вида ограничен юго-востоком Южной Африки.

## Описание
Четыре вида южноафриканских кроликов лишь незначительно отличаются друг от друга, кроме того их систематика ещё не до конца изучена. Признаками, отличающими их от других африканских кроликов и зайцев, являются красно-коричневая или коричневая окраска, которая также заходит и на хвост, а также относительно короткие уши животных. Однако южноафриканский кролик — самый крупный вид из рода Pronolagus, но отличается от трёх других видов только за счёт малых вариаций окраски и размеров черепа.
Длина тела этого кролика, как у родственных видов, варьирует от 35 до 50 или от 38 до 56 сантиметров (в зависимости от источника сведений), хвост составляет от 5 до 10 и от 3,5 до 13,5 см в длину. Длина ушей от 6 до 10 см и задних ступней от 7,5 до 10 сантиметров. Вес тела составляет от 2 до 2,5 или от 1,35 до 3,05 кг.

## Распространение
В южноафриканском регионе ареал южноафриканских кроликов ограничен Восточно-Капской провинцией, провинциями Квазулу-Наталь и Мпумаланга в ЮАР, захватывает большую часть Свазиленда и восточное Лесото, на крайнем юге Мозамбика в провинции Мапуту.

## Образ жизни
Высотное распределение — от уровня моря до высот 1550 метров. Предпочитает скалистые горные районы с травянистой и кустарниковой растительности.
Южноафриканский кролик питается преимущественно молодыми проростками злаков. Как и все представители рода он в основном, активен ночью и отдыхает в течение дня в пустотах между камнями.

## Угрозы и охрана
Южноафриканский кролик классифицируется Международным союзом охраны природы как вид, находящийся вне опасности.
Хотя численность популяции сокращается на протяжении последнего времени, он по-прежнему относится к широко распространенным и обычным видам. По современным оценкам 10 000 особей этого вида населяют его ареал, по прогнозам снижение примерно на 20 % произойдёт в ближайшие 20 лет. Основными причинами снижения являются расширение населенных пунктов и сельскохозяйственных угодий и в результате этого повышенное давления охоты на данный вид . С 1900 года этот вид потерял приблизительно от 20 до 50 % от местообитаний, ещё 50 % может быть утрачено к 2022 году.